# 蓬图瓦勒
蓬图瓦勒（法語：Ponthoile，法語發音：[pɔ̃twal]）是法国上法蘭西大區索姆省的一个市镇，属于阿布维尔区。

## 地理
蓬图瓦勒（50°12'57"N, 1°42'45"E）面积19.41 平方千米，位于法国上法蘭西大區索姆省，该省份为法国北部沿海省份，北起加来海峡省和北部省，西接滨海塞纳省和大西洋英吉利海峡，南至瓦兹省，东临埃纳省。
与蓬图瓦勒接壤的市镇（或旧市镇、城区）包括：法维耶尔、福雷蒙捷、努维永、滨海努瓦耶勒。

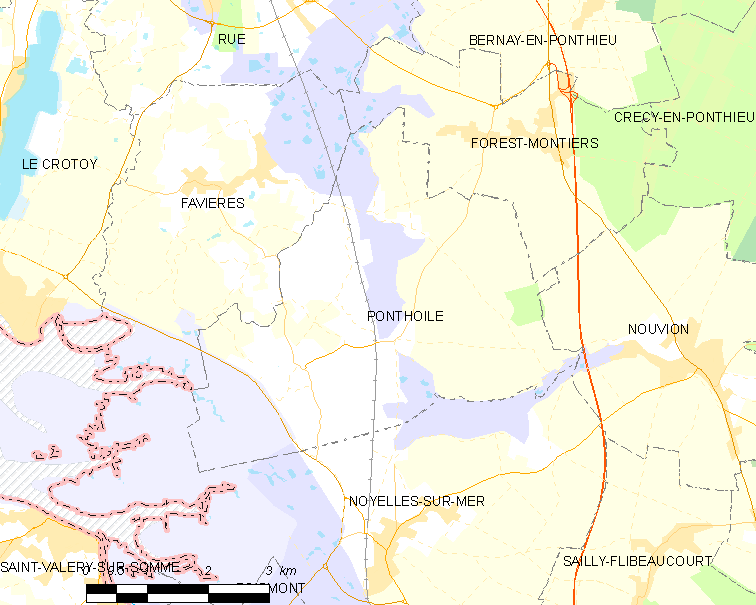
蓬图瓦勒的OSM定位图

蓬图瓦勒的时区为UTC+01:00、UTC+02:00（夏令时）。

## 行政
蓬图瓦勒的邮政编码为80860，INSEE市镇编码为80633。

## 政治
蓬图瓦勒所属的省级选区为阿布维尔第一县。

## 人口

1962-2008年间蓬图瓦勒人口变化图示

蓬图瓦勒于2022年1月1日时的人口数量为584人。